# 요네다 데쓰야
요네다 데쓰야(일본어: 米田 哲也, 1938년 3월 3일 ~ )는 일본의 전 프로 야구 선수이자 야구 지도자, 야구 해설가·평론가이다.
일본 프로 야구 역대 1위에 해당되는 949경기에 등판해 역대 2위인 통산 350승(260선발승으로 통산 선발승 5위)을 기록했다. 경이적인 체력을 갖고 있었다는 이유로 ‘가솔린 탱크’(ガソリンタンク), ‘인간 기관차’(人間機関車), ‘터프맨’(タフマン) 등과 같은 다수의 별명을 가졌으며 통산 33홈런으로 등번호 18번 선수 통산 최다 홈런 기록을 보유하고 있다.

## 상세 정보

### 출신 학교
- 돗토리 현립 사카이 고등학교

### 선수 경력
- 한큐 브레이브스(1956년 ~ 1975년)
- 한신 타이거스(1975년 ~ 1976년)
- 긴테쓰 버펄로스(1977년)

### 지도자·기타 경력
지도자
- 한신 타이거스 1군 투수 코치(1985년 ~ 1986년)
- 오릭스 블루웨이브 1군 투수 코치(1992년 ~ 1993년)
- 긴테쓰 버펄로스 1군 투수 코치(1995년)

해설자
- 마이니치 방송 야구 해설자(1978년 ~ 1984년)
- 간사이 TV 방송 야구 해설자(1982년 ~ 1984년, 1987년 ~ 1992년)
- 후지 TV 야구 해설자(1982년 ~ 1984년, 1987년 ~ 1992년)
- 오사카 방송(라디오 오사카) 야구 해설자(1987년 ~ 1992년)
- 닛칸 스포츠 평론가(1987년 ~ 1992년, 1994년, 1996년, 1997년)

### 수상·타이틀 경력

#### 타이틀
- 다승왕 : 1회(1966년)(7구원승 포함이라 다나카 츠토무와 선발승 공동 2위)(1위 - 고야마 마사아키 20선발승)
- 최우수 평균 자책점 : 1회(1973년)
- 최다 탈삼진(당시는 타이틀이 아님) : 1회(1962년) ※퍼시픽 리그에서는 1989년부터 타이틀로 제정됨

#### 수상
- MVP : 1회(1968년)
- 퍼시픽 리그 플레이오프 우수 투수상 : 1회(1973년)
- 일본 야구 명예의 전당 헌액자(2000년)

### 개인 기록

#### 첫 기록
- 첫 등판·첫 선발 : 1956년 4월 3일, 대 다이에이 스타스 2차전(이바라키 현영 구장), 4와 2/3이닝 무실점
- 첫 탈삼진 : 상동, 1회말에 와타나베 미쓰아키로부터
- 첫 승리·첫 완투 승리 : 1956년 4월 11일, 대 다카하시 유니온스 2차전(한큐 니시노미야 구장), 9이닝 3실점
- 첫 안타·첫 홈런·첫 타점 : 상동, 3회말에 요시오카 시로로부터 좌월 만루 홈런
- 첫 완봉 승리 : 1956년 8월 2일, 대 도에이 플라이어스 17차전(고마자와 야구장)
- 첫 세이브 : 1974년 9월 23일, 대 도쿄 오리온스 후기 12차전(미야기 구장), 8회말 2사에 3번째 투수로서 구원 등판·마무리, 1과 1/3이닝 무실점

#### 기록 달성 경력
- 통산 1000투구 이닝 : 1959년 7월 25일, 대 난카이 호크스 18차전(한큐 니시노미야 구장) ※역대 81번째
- 통산 1000탈삼진 : 1960년 6월 1일, 대 긴테쓰 버펄로 11차전(한큐 니시노미야 구장), 9회초에 이코 데루오로부터 ※역대 19번째
- 통산 1500투구 이닝 : 1961년 5월 17일, 대 니시테쓰 라이온스 6차전(한큐 니시노미야 구장) ※역대 41번째
- 통산 100승 : 1961년 8월 10일, 대 니시테쓰 라이온스 18차전(헤이와다이 구장), 선발 등판으로 6이닝 1실점 ※역대 33번째
- 통산 100선발승 :  1964년 6월 9일, 대 도에이 플라이어스 12차전(고라쿠엔 구장), 9이닝 완봉 승리
- 통산 1500탈삼진 : 1962년 8월 19일, 대 도에이 플라이어스 16차전(한큐 니시노미야 구장), 6회초에 안도 준조로부터 ※역대 11번째
- 통산 2000투구 이닝 : 1963년 4월 18일, 대 도에이 플라이어스 3차전(고라쿠엔 구장) ※역대 25번째
- 통산 150승 : 1964년 5월 26일, 대 니시테쓰 라이온스 12차전(한큐 니시노미야 구장), 7회초에 3번째 투수로서 구원 등판·마무리, 3이닝 무실점 ※역대 18번째
- 통산 150선발승 :  1967년 7월 18일, 대 니시테쓰 라이온스  13차전(헤이와다이 구장), 9이닝 완봉 승리
- 통산 2500투구 이닝 : 1964년 8월 13일, 대 긴테쓰 버펄로스 25차전(한큐 니시노미야 구장) ※역대 16번째
- 통산 2000탈삼진 : 1965년 7월 16일, 대 긴테쓰 버펄로스 15차전(니시쿄고쿠 구장), 7회초에 야노우라 구니미쓰로부터 ※역대 5번째
- 통산 500경기 등판 : 1965년 8월 8일, 대 도쿄 오리온스 15차전(한큐 니시노미야 구장), 9이닝 완봉 승리 ※역대 17번째
- 통산 3000투구 이닝 : 1966년 7월 28일, 대 니시테쓰 라이온스 18차전(헤이와다이 구장) ※역대 11번째
- 통산 200승 : 1966년 8월 14일, 대 긴테쓰 버펄로스 21차전(닛폰 생명 구장), 9이닝 1실점 완투 승리 ※역대 11번째
- 통산 200선발승 : 1970년 7월 5일, 대 도에이 플라이어스 13차전(고라쿠엔 구장), 7이닝 3실점 선발 승리 ※ 역대 5번째
- 통산 600경기 등판 : 1967년 7월 22일, 대 난카이 호크스 18차전(한큐 니시노미야 구장), 9이닝 1실점 완투 승리 ※역대 8번째
- 통산 2500탈삼진 : 1968년 5월 15일, 대 니시테쓰 라이온스 6차전(한큐 니시노미야 구장), 9회초에 히로노 이사오로부터 ※역대 4번째
- 통산 3500투구 이닝 : 1968년 5월 18일, 대 긴테쓰 버펄로스 7차전(닛폰 생명 구장) ※역대 7번째
- 통산 250승 : 1968년 9월 21일, 대 니시테쓰 라이온스 25차전(한큐 니시노미야 구장), 8회초 1사에 2번째 투수로서 구원 등판·마무리, 1과 2/3이닝 무실점 ※역대 6번째
- 통산 250선발승 : 1975년 8월 15일, 대 야쿠르트 스왈로스 17차전(진구 구장), 9이닝 1실점 완투 승리
- 통산 700경기 등판 : 1969년 6월 1일, 대 롯데 오리온스 7차전(도쿄 스타디움), 6회말 1사에 3번째 투수로서 구원 등판·마무리, 3과 3이닝 무실점
- 통산 4000투구 이닝 : 1969년 8월 13일, 대 난카이 호크스 17차전(오사카 구장) ※역대 5번째
- 통산 3000탈삼진 : 1971년 8월 8일, 대 도에이 플라이어스 20차전(한큐 니시노미야 구장), 8회초에 스에나가 요시유키로부터 ※역대 3번째
- 통산 800경기 등판 : 1971년 9월 24일, 대 긴테쓰 버펄로스 26차전(한큐 니시노미야 구장), 7회초에 2번째 투수로서 구원 등판·마무리, 4이닝 무실점에서 승리 투수 ※역대 4번째
- 통산 300승 : 1971년 10월 2일, 대 니시테쓰 라이온스 23차전(한큐 니시노미야 구장), 9이닝 1실점 완투 승리 ※역대 5번째
- 통산 4500투구 이닝 : 1972년 6월 11일, 대 롯데 오리온스 11차전(한큐 니시노미야 구장) ※역대 3번째
- 통산 5000투구 이닝 : 1975년 8월 20일, 대 히로시마 도요 카프 20차전(히로시마 시민 구장) ※역대 2번째
- 통산 350승 : 1977년 10월 7일, 대 한큐 브레이브스 후기 13차전(한큐 니시노미야 구장), 4회말에 3번째 투수로서 구원 등판, 2이닝 1실점 ※역대 2번째

#### 프로 야구 기록
- 통산 949경기 등판
- 통산 626경기 선발 등판
- 통산 피안타 4561개
- 통산 고의 사구 120개
- 통산 1940실점
- 통산 1659자책점
- 19년 연속 두 자릿수 승리(1957년 ~ 1975년)

#### 퍼시픽 리그 기록
- 통산 914경기 등판
- 통산 605경기 선발 등판
- 통산 340승(250선발승)
- 통산 280패
- 통산 투구 이닝 4993.1이닝
- 통산 피안타 4433개
- 통산 볼넷 1430개
- 통산 탈삼진 3316개
- 통산 보크 23개
- 통산 1895실점
- 통산 1617자책점
- 시즌 11차례 완봉 승리(1958년)
- 시즌 20승 이상 : 8회(1957년, 1958년, 1960년, 1962년, 1964년 ~ 1966년, 1968년)
- 시즌 선발 20승 이상 : 1회(1968년 24선발승)

#### 기타
- 올스타전 출장 : 14회(1956년, 1958년 ~ 1960년, 1962년 ~ 1964년, 1966년 ~ 1971년, 1973년)
- 3경기 연속 완봉 승리 : 2회(1964년 6월 5일 ~ 13일, 1965년 5월 1일 ~ 9일)

### 등번호
- 18(1956년 ~ 1975년 시즌 도중)
- 38(1975년 시즌 도중 ~ 같은 해 시즌 종료)
- 21(1976년)
- 11(1977년)
- 83(1985년 ~ 1986년)
- 88(1992년 ~ 1993년)
- 77(1995년)

### 연도별 투수 성적
| 연 도       | 소 속       | 등 판 | 선 발 | 완 투 | 완 봉 | 무 4 구 | 승 리 | 패 전 | 세 이 브 | 홀 드 | 승 률 | 타 자 | 이 닝  | 피 안 타 | 피 홈 런 | 볼 넷 | 고 4 | 몸 맞 | 탈 삼 진 | 폭 투 | 보 크 | 실 점 | 자 책 점 | 평 자 책 | W H I P |
| ----------- | ----------- | ----- | ----- | ----- | ----- | ------- | ----- | ----- | -------- | ----- | ----- | ----- | ------ | -------- | -------- | ----- | ---- | ----- | -------- | ----- | ----- | ----- | -------- | -------- | ------- |
| 1956년      | 한큐        | 51    | 18    | 6     | 4     | 0       | 9     | 15    | --       | --    | .375  | 832   | 204.0  | 156      | 3        | 68    | 4    | 3     | 167      | 1     | 1     | 70    | 54       | 2.38     | 1.10    |
| 1957년      | 한큐        | 50    | 29    | 17    | 4     | 1       | 21    | 16    | --       | --    | .568  | 1179  | 299.2  | 212      | 10       | 84    | 8    | 7     | 268      | 1     | 2     | 82    | 62       | 1.86     | 0.99    |
| 1958년      | 한큐        | 45    | 36    | 25    | 11    | 3       | 23    | 13    | --       | --    | .639  | 1200  | 305.2  | 238      | 11       | 68    | 5    | 1     | 268      | 4     | 0     | 82    | 72       | 2.12     | 1.00    |
| 1959년      | 한큐        | 52    | 34    | 20    | 5     | 1       | 18    | 24    | --       | --    | .429  | 1329  | 331.1  | 277      | 15       | 90    | 12   | 8     | 247      | 2     | 0     | 95    | 78       | 2.11     | 1.11    |
| 1960년      | 한큐        | 51    | 33    | 20    | 4     | 1       | 22    | 16    | --       | --    | .579  | 1237  | 306.2  | 271      | 12       | 71    | 2    | 8     | 213      | 2     | 0     | 112   | 93       | 2.73     | 1.12    |
| 1961년      | 한큐        | 56    | 35    | 12    | 1     | 3       | 16    | 22    | --       | --    | .421  | 1151  | 275.2  | 282      | 27       | 70    | 7    | 8     | 188      | 1     | 0     | 127   | 109      | 3.55     | 1.28    |
| 1962년      | 한큐        | 52    | 30    | 10    | 1     | 2       | 20    | 17    | --       | --    | .541  | 1092  | 261.2  | 239      | 14       | 80    | 9    | 8     | 231      | 2     | 0     | 113   | 94       | 3.23     | 1.22    |
| 1963년      | 한큐        | 53    | 28    | 8     | 1     | 0       | 14    | 23    | --       | --    | .378  | 1107  | 262.1  | 259      | 27       | 91    | 2    | 5     | 177      | 0     | 0     | 135   | 117      | 4.00     | 1.33    |
| 1964년      | 한큐        | 60    | 40    | 14    | 4     | 2       | 21    | 16    | --       | --    | .568  | 1290  | 319.2  | 268      | 25       | 81    | 4    | 9     | 180      | 0     | 0     | 110   | 90       | 2.53     | 1.09    |
| 1965년      | 한큐        | 50    | 37    | 13    | 5     | 1       | 20    | 17    | --       | --    | .541  | 1151  | 276.0  | 280      | 22       | 68    | 6    | 6     | 139      | 1     | 1     | 112   | 92       | 3.00     | 1.26    |
| 1966년      | 한큐        | 55    | 36    | 18    | 2     | 2       | 25    | 17    | --       | --    | .595  | 1265  | 310.0  | 289      | 23       | 81    | 8    | 9     | 184      | 1     | 2     | 120   | 110      | 3.19     | 1.19    |
| 1967년      | 한큐        | 46    | 36    | 14    | 4     | 2       | 18    | 15    | --       | --    | .545  | 1141  | 280.2  | 249      | 17       | 80    | 9    | 12    | 189      | 4     | 4     | 100   | 86       | 2.75     | 1.17    |
| 1968년      | 한큐        | 63    | 43    | 22    | 6     | 1       | 29    | 13    | --       | --    | .690  | 1412  | 348.2  | 302      | 27       | 105   | 15   | 5     | 237      | 0     | 1     | 116   | 108      | 2.79     | 1.17    |
| 1969년      | 한큐        | 46    | 31    | 17    | 3     | 2       | 14    | 16    | --       | --    | .467  | 1016  | 253.1  | 211      | 20       | 68    | 9    | 4     | 135      | 0     | 0     | 95    | 83       | 2.95     | 1.10    |
| 1970년      | 한큐        | 41    | 31    | 12    | 2     | 1       | 16    | 13    | --       | --    | .552  | 992   | 236.2  | 226      | 34       | 75    | 3    | 9     | 127      | 2     | 0     | 100   | 94       | 3.57     | 1.27    |
| 1971년      | 한큐        | 31    | 28    | 12    | 2     | 0       | 14    | 4     | --       | --    | .778  | 762   | 181.0  | 165      | 19       | 62    | 5    | 8     | 79       | 2     | 1     | 82    | 75       | 3.73     | 1.25    |
| 1972년      | 한큐        | 29    | 21    | 5     | 0     | 0       | 10    | 7     | --       | --    | .588  | 664   | 155.2  | 139      | 15       | 56    | 3    | 11    | 81       | 2     | 2     | 66    | 56       | 3.23     | 1.25    |
| 1973년      | 한큐        | 32    | 23    | 11    | 3     | 0       | 15    | 3     | --       | --    | .833  | 727   | 175.1  | 149      | 14       | 52    | 3    | 9     | 103      | 5     | 4     | 62    | 48       | 2.47     | 1.15    |
| 1974년      | 한큐        | 31    | 24    | 2     | 0     | 0       | 11    | 8     | 1        | --    | .579  | 573   | 130.2  | 144      | 15       | 46    | 3    | 8     | 68       | 2     | 5     | 76    | 62       | 4.26     | 1.45    |
| 1975년      | 한큐        | 8     | 7     | 2     | 1     | 0       | 2     | 3     | 0        | --    | .400  | 161   | 39.2   | 28       | 5        | 19    | 0    | 0     | 13       | 0     | 0     | 16    | 14       | 3.15     | 1.18    |
| 1975년      | 한신        | 22    | 16    | 2     | 1     | 0       | 8     | 3     | 1        | --    | .727  | 435   | 106.2  | 101      | 4        | 37    | 3    | 4     | 55       | 0     | 0     | 30    | 27       | 2.27     | 1.29    |
| '75 소계    | 한신        | 30    | 23    | 4     | 2     | 0       | 10    | 6     | 1        | --    | .625  | 596   | 146.1  | 129      | 9        | 56    | 3    | 4     | 68       | 0     | 0     | 46    | 41       | 2.53     | 1.26    |
| 1976년      | 한신        | 13    | 5     | 0     | 0     | 0       | 2     | 2     | 0        | --    | .500  | 126   | 30.0   | 27       | 2        | 13    | 0    | 0     | 17       | 0     | 0     | 15    | 15       | 4.50     | 1.33    |
| 1977년      | 긴테쓰      | 12    | 5     | 0     | 0     | 0       | 2     | 2     | 0        | --    | .500  | 181   | 39.0   | 49       | 9        | 15    | 0    | 1     | 22       | 1     | 0     | 24    | 20       | 4.62     | 1.64    |
| 통산 : 22년 | 통산 : 22년 | 949   | 626   | 262   | 64    | 22      | 350   | 285   | 2        | --    | .551  | 21023 | 5130.0 | 4561     | 370      | 1480  | 120  | 143   | 3388     | 33    | 23    | 1940  | 1659     | 2.91     | 1.18    |

- 굵은 글씨는 시즌 최고 성적, 붉은색 글씨는 일본 프로 야구 역대 최고 성적.